# Сніг серед літа
«Сніг серед літа» — радянський художній фільм 1967 року знятий на кіностудії «Казахфільм» режисером Георгієм Овчаренком за сценарієм Каліхана Іскакова.

## Сюжет
У рідній алтайський радгосп, де живуть казахи і росіяни кержаки, до сестри Хатше у відпустку приїжджає Бек Карамсаков, військовий льотчик-випробувач. Його приїзд не радує місцевого шофера Федора — його зведена сестра Анфіса і Бек полюбили один одного, але Федір теж закоханий в Анфісу… Одночасно Бек втягується у перехід радгоспу з традиційного конярства на розведення оленів заради їхніх рогів, що має принести величезний дохід, а скоро через ці місця повинна пройти траса. Така перебудова повністю змінить сформований побут і відносини жителів.

## У ролях
- Куатбай Абдреїмов — Бек Карасмаков
- Тетяна Бєстаєва — Анфіса
- Роман Громадський — Федір
- Нукетай Мишбаєва — Хатша
- Євген Діордієв — Афанасій
- Є. Косибаєв — Нурлан
- Б. Ауелбеков — Айдар

## Знімальна група
- Режисер — Георгій Овчаренко
- Сценарист — Каліхан Іскаков
- Оператор — Абільтай Кастєєв
- Композитор — Анатолій Бичков
- Художник — Віктор Тихоненко